# 金领旋蜜雀
金领旋蜜雀（学名：Iridophanes pulcherrimus），是雀形目唐纳雀科的一种鸟类，属于单型的金领旋蜜雀属（学名：Iridophanes）。
金领旋蜜雀体重约15.3克，翼长约66.6毫米，喙宽度约4毫米，喙厚度约4毫米，嘴峰长约15.9毫米，跗蹠长约16.2毫米，尾长约40毫米。
金领旋蜜雀是留鸟，栖息在森林，它们是植食性动物，主要以植物的果实为食。

## 亚种
- I. p. pulcherrimus，分布在哥伦比亚的安第斯山脉东坡、厄瓜多尔东部和秘鲁东部。
- I. p. aureinucha，分布在厄瓜多尔西部。[4]